# France 3 Midi-Pyrénées
France 3 Midi-Pyrénées (dawniej France 3 Sud) – jedna z regionalnych anten francuskiej stacji telewizyjnej France 3. Nadaje dla dwóch regionów: Midi-Pireneje i Langwendocji-Roussillon. Siedziby mieszczą się w Tuluzie i Montpellier.

Logo telewizji

W pasmach 12/13 i 19/20 nadawane są wiadomości przygotowane przez dany region. Dawniej istniało tylko pasmo 12/13 Sud.